# Shunsuke Baba
Shunsuke Baba, född 23 september 2002, är en japansk fäktare som tävlar i florett.

## Karriär
Vid asiatiska mästerskapen 2025 i Bali tog Baba guld i lagtävlingen i florett tillsammans med Kazuki Iimura, Kyosuke Matsuyama och Yudai Nagano.